# Seegefecht bei Helgoland (1914)
Helgoland (1914) – 22. September 1914 – Texel – Yarmouth – Scarborough, Hartlepool und Whitby – Cuxhaven – Doggerbank (1915) – Noordhinder Bank – Doggerbank (1916) – 29. Februar 1916 – Yarmouth und Lowestoft – Skagerrak – 19. August 1916 – Kanal (1916) – Kanal (1917) – Shetland-Inseln – Helgoland (1917) – Bergen – Seebrügge und Ostende – Tondern
Das Seegefecht bei Helgoland fand zu Beginn des Ersten Weltkrieges am 28. August 1914 zwischen Kriegsschiffen der britischen Royal Navy und deutschen Kaiserlichen Marine in den Gewässern vor der Insel Helgoland statt. Dabei gelang es den überlegenen britischen Verbänden, die drei Kleinen Kreuzer Mainz, Ariadne und Cöln sowie das Torpedoboot V 187 zu versenken.

## Planung
Britische Unterseeboote hatten beobachtet, dass in der Helgoländer Bucht deutsche Torpedoboote unter dem Schutz Kleiner Kreuzer bei Tag und Nacht in zwei Schichten patrouillierten. Die äußere deutsche Patrouillenlinie, 25 Seemeilen westlich Helgolands, bestand aus neun modernen Torpedobooten der I. Torpedobootflottille. 12 Meilen näher an Helgoland standen Fahrzeuge der III. Minensuchdivision. Die Torpedoboote standen unter dem Befehl des Konteradmirals Leberecht Maaß an Bord des Kleinen Kreuzers Cöln. Unterstützt wurden diese Schiffe von den Kleinen Kreuzern Hela, Ariadne, Frauenlob und Stettin. Weitere acht Kleine Kreuzer lagen in der Ems, in Brunsbüttel bzw. in der Jade. Dort lagen auch die deutschen Schlachtkreuzer, die allerdings dadurch behindert wurden, dass sie bei Niedrigwasser die Barre der Innenjade nicht passieren konnten.
Kommodore Roger Keyes, der Befehlshaber der britischen U-Boote, plante daraufhin eine Operation, die die Deutschen in eine Falle locken sollte. Es gab auf Helgoland zwar schwere Küstengeschütze, aber sobald die deutschen Schiffe deren Feuerschutzbereich verließen, wären sie eine leichte Beute für ein überlegenes britisches Geschwader. Die U-Boote und die Harwich Force unter Kommodore Reginald Tyrwhitt sollten die Deutschen von der Küste weglocken und dann in die Zange nehmen. Einige schwerere Einheiten sollten diese Schiffe gegen deutsche Verstärkungen abschirmen, und die Grand Fleet sollte als Fernsicherung dienen. Keyes schlug den Plan dem Ersten Lord der Admiralität, Winston Churchill, vor, der ihn gut fand; der Plan wurde jedoch vom Stabschef Sir Doveton Sturdee soweit geändert, dass die Sicherung aus Force C (fünf alte Panzerkreuzer) und Force K mit den Schlachtkreuzern Invincible und New Zealand bestehen sollte. Eine Unterstützung durch die Grand Fleet hielt man für unnötig.
Der Angriff sollte am 28. August stattfinden; Tyrwhitt und Keyes liefen am 26. und 27. August aus, ersterer mit dem neu in Dienst gestellten Leichten Kreuzer Arethusa als Flaggschiff sowie dem Leichten Kreuzer Fearless und 31 Zerstörern, letzterer mit acht U-Booten. Allerdings informierte die Admiralität Admiral Sir John Jellicoe, den Oberbefehlshaber der Grand Fleet, erst am 26. August von dem Vorhaben. Dieser hielt die Absicherung für eine Operation so nahe an den deutschen Basen für zu schwach und schlug vor, die Grand Fleet hierfür einzusetzen. Sturdee sagte Jellicoe, das sei nicht notwendig, aber wenn er wolle, könne er weitere Schlachtkreuzer schicken. Jellicoe informierte die Admiralität daraufhin, dass er zur Unterstützung von Tyrwhitt und Keyes zusätzlich das I. Schlachtkreuzergeschwader unter Sir David Beatty und das I. Leichte Kreuzer Geschwader unter William Goodenough schicken würde. Die Admiralität versäumte es, diese Meldung an Tyrwhitt und Keyes weiterzugeben.
Der deutsche Geheimdienst hatte von der Aktion des Harwich-Geschwaders erfahren und ließ die deutschen Schlachtkreuzer, die in der Jade vor Anker lagen, in Alarmbereitschaft versetzen. Jede Seite versuchte, die andere in eine Falle zu locken.

## Das Gefecht
Bei Tagesanbruch am 28. August bezogen aufgetauchte britische U-Boote eine Stellung 40 Seemeilen westlich von Helgoland. Durch den dichten Frühnebel betrug die Sicht kaum mehr als 1000 m. Zu einem ersten Kontakt zwischen den Gegnern kam es um 5:26 Uhr. Das britische U-Boot E 6 sichtete das Torpedoboot G 194 und feuerte einen Torpedo ab, allerdings ohne zu treffen. Das Torpedoboot seinerseits  versuchte vergeblich, das U-Boot zu rammen. Auf die Meldung des Torpedoboots hin lief die V. Torpedobootflottille unter dem Kommandao von Korvettenkapitän Bernd von dem Knesebeck aus Helgoland zur U-Boot-Jagd aus. Etwa eine Stunde später stieß G 194 auf vier britische Zerstörer und lief, von diesen verfolgt, nach Südwesten ab. Der für die Verteidigung der Helgoländer Bucht verantwortliche Konteradmiral Franz Hipper glaubte, es handele sich bei den feindlichen Kräften nur um Zerstörer, und schickte den Torpedobooten nur die beiden Kleinen Kreuzer Frauenlob und Stettin zu Hilfe. Da in Wilhelmshaven die Sicht völlig klar war, nahm er an, dass ähnliche Verhältnisse bei Helgoland herrschen und die Kreuzer einen überlegenen Feind rechtzeitig sehen würden und ihm ausweichen könnten. Als die ersten gegensätzlichen Meldungen eintrafen, war es früher Nachmittag, und die Schlachtkreuzer konnten aufgrund des niedrigen Wasserstandes nicht mehr rechtzeitig aus der Jade auslaufen.
Die V. Torpedobootsflottille stieß überraschend auf einen Teil der britischen Zerstörer mit dem Kreuzer Arethusa und zog sich nach Helgoland zurück, wobei die beiden Torpedoboote S 13 und V 1 durch Artillerietreffer beschädigt wurden. Die deutschen Küstenbatterien auf Helgoland konnten wegen Nebels keinen Feuerschutz geben. Der britische Kreuzer Fearless lief mit einem Teil der Zerstörer im Norden auf einem Parallelkurs, griff aber nicht in das Gefecht ein. Die Briten stießen in der Folge auf die zweite deutsche Vorpostenreihe, wurden jedoch kurz vor 8:00 Uhr von den beiden Kleinen Kreuzern Frauenlob und Stettin abgefangen. Die Fearless erzielte schnell Treffer auf der Stettin und zwang diese, in Richtung Helgoland abzudrehen. Währenddessen erzielte die Frauenlob mehrere Treffer auf der Arethusa, die erheblich beschädigt wurde. Die Briten mussten abdrehen, und die Frauenlob gab gegen 8:30 Uhr die Verfolgung ihres angeschlagenen Gegners auf.

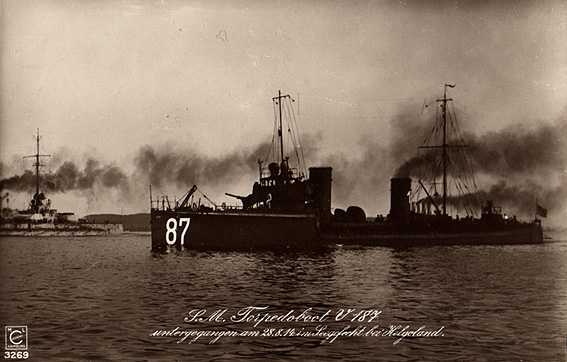
Das Torpedoboot V 187

Mittlerweile hatte Keyes auf dem Zerstörer Lurcher die britischen Verstärkungen gesichtet, die er aber – da ihn die Information darüber nicht erreicht hatten – für Deutsche hielt. Nur aufgrund glücklicher Umstände kam es nicht zu einem Schusswechsel zwischen den verschiedenen britischen Geschwadern; es dauerte bis kurz vor 10:00 Uhr, bis die Verwirrung beseitigt war. Ein Torpedo des britischen U-Boots E-6 verfehlte den Kreuzer Southampton nur knapp, ebenso misslang der Versuch des Kreuzers, den Angreifer zu rammen. Weiter im Norden hatte Goodenough die beiden Kreuzer Nottingham und Lowestoft abkommandiert, um Tyrwhitts Schiffe zu verstärken. Die beiden Kreuzer trafen zufällig auf das von britischen Zerstörern verfolgte deutsche Torpedoboot V 187 und versenkten es gegen 9:10 Uhr mit ihrer überlegenen Feuerkraft ohne Mühe. Während die Briten begannen, die Überlebenden zu retten, erschien die Stettin, und die Zerstörer mussten die Schiffbrüchigen und einige ihrer Boote mit deren Besatzungen zurücklassen und sich zurückziehen. Die britischen Seeleute und einige Deutsche wurden später von einem britischen U-Boot gerettet; die Deutschen, für die nicht mehr genug Platz an Bord war, erhielten einen Kompass, Proviant und den Kurs nach Helgoland. Auf die Meldung der Stettin, dass sich die Briten zurückzögen, kehrte die Hela auf ihre Patrouillenposition zurück, ebenso die Ariadne. An Verstärkungen kamen aus Wilhelmshaven die Kleinen Kreuzer Cöln mit Konteradmiral Maaß an Bord und Straßburg, aus der Ems lief die Mainz unter Kapitän zur See Wilhelm Paschen aus.
Tyrwhitt nutzte die Gefechtspause, um seine verstreuten Zerstörer neu zu formieren und in Richtung Westen abzudrehen. In diesem Moment griff die Straßburg von Südwesten her an, wurde aber von der Fearless und den Zerstörern vertrieben. Danach griff die Cöln an; sie wurde ebenfalls verjagt. Als die Straßburg erneut die angeschlagene Arethusa attackierte, forderte Tyrwhitt Unterstützung durch Beattys Schlachtkreuzer an, was dieser trotz der Gefahr durch Minen und U-Boote zusagte. Den Zerstörern gelang es, die Straßburg durch Torpedoangriffe zu vertreiben; einige von ihnen stießen nun mit dem Kleinen Kreuzer Mainz zusammen. Gegen 11:50 Uhr traf Goodenough mit seinem Kreuzergeschwader auf dem Kampfschauplatz ein, woraufhin die Mainz abdrehte, aber unglücklicherweise direkt in den Kurs des Harwich-Geschwaders lief. Da die Steuerung der Mainz durch einen Treffer der Fearless beschädigt war, konnte sie nicht mehr entkommen. Nach einem harten Kampf, bei dem die Deutschen drei Zerstörer beschädigten, stellten die Briten um 12:25 Uhr das Feuer auf das kampfunfähige Schiff ein, um Überlebende zu retten. Der deutsche Kreuzer sank etwa 40 Minuten später. Als die Überlebenden an Beattys Schlachtkreuzergeschwader übergeben wurden, begrüßte dieser sie mit dem Signal: „Ich bin stolz, so tapfere Männer an Bord meines Geschwaders begrüßen zu dürfen.“
Währenddessen griffen Cöln und Straßburg erneut die angeschlagene Arethusa an, die aber durch die Ankunft von Beattys Schlachtkreuzern gerettet wurde. Angesichts der weit überlegenen britischen Schiffe versuchten die beiden deutschen Kreuzer zu entkommen. Die Cöln erhielt schnell mehrere Treffer, wurde aber gegen 13:00 Uhr durch die Ankunft der Ariadne entlastet. Die Schlachtkreuzer nahmen die kleine und veraltete Ariadne auf kurzer Distanz unter Feuer und verwandelten sie innerhalb einer Viertelstunde in ein brennendes Wrack. Ein Teil der Mannschaft wurde später von der Danzig gerettet.

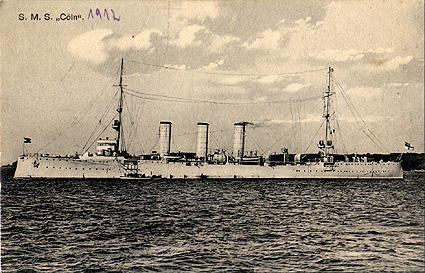
Die Cöln

Während die Straßburg dank des Nebels entkam – sie wurde mehrfach gesichtet, aber für ein britisches Schiff gehalten –, wurde die Cöln um 13:25 Uhr vom Schlachtkreuzer Lion gesichtet und trotz erbitterter Gegenwehr versenkt. Nur ein Mitglied der Besatzung überlebte den Untergang. Mit diesem Schusswechsel endete das Gefecht. Die Stettin und die Stralsund konnten entkommen und vereinigten sich mit den deutschen Schlachtkreuzern, die zu spät eintrafen, um in das Gefecht einzugreifen. Die schwer beschädigte Arethusa wurde vom Panzerkreuzer Hogue in den Hafen geschleppt.

## Schlussfolgerungen
Das Seegefecht bei Helgoland endete mit einem klaren britischen Sieg. Die Deutschen hatten drei Kleine Kreuzer, ein Torpedoboot und über 1200 Mann verloren, während bei den Briten lediglich die Arethusa schwer beschädigt worden war. Die Mannschaftsverluste betrugen dort 35 Tote. Das Gefecht war von der deutschen Seite schlecht koordiniert – das Schlachtkreuzergeschwader wurde durch seinen Standort in der Jade an einem rechtzeitigen Eingreifen gehindert – und war durch eine ebenso schlechte Taktik belastet, da die Schiffe einzeln und unkoordiniert in den Kampf geschickt worden waren. Obwohl das Vorhandensein brit. Streitkräfte bekannt war, gerieten die deutschen Schiffe in einen Hinterhalt. Angesichts der Niederlage befahl der Kaiser, dass keine Seeoperationen mehr ohne seine ausdrückliche Genehmigung erfolgen dürfen.
Für Großbritannien war dieser Sieg in den deutschen Heimatgewässern angesichts des deutschen Vormarschs an der Westfront ein psychologisch wichtiger Erfolg. Allerdings war es zu schweren Planungsfehlern und Informationspannen gekommen, und nur glückliche Umstände verhinderten Verluste durch Friendly Fire. Auch die Kooperation zwischen den beteiligten Verbänden hatte nicht gut funktioniert.
Auch wurde erkannt, dass die deutsche Nordseeküste unzureichend gegen eine mögliche Landung britischer Kräfte gesichert war, und ein umfassender Ausbau der Stellungen auf den Nordsee-Inseln und an der Küste begann. Trotz dieser Niederlage nahmen die (öffentlichen) Forderungen zu, den deutschen Flottenbau zu beschleunigen und auszuweiten, indem die Schiffswerften noch intensiver arbeiten sollten.